# 電話會議

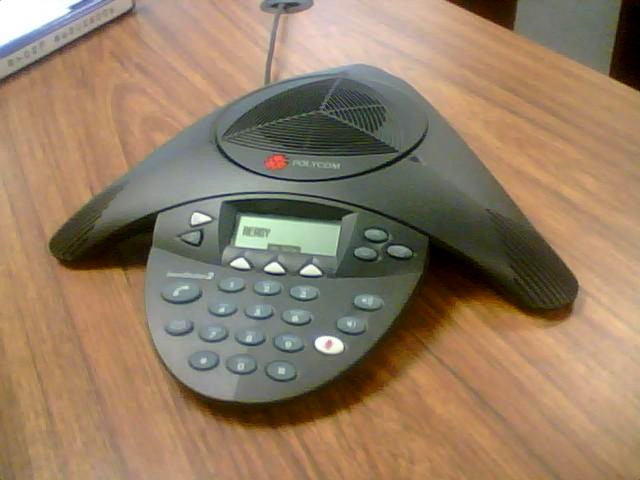
专用于电话会议的Polycom

电话会议是指一群人通過電話召開會議，並且參加電話會議的人數至少達到5人。加入電話會議的人可以只聽不說。此外還有可視電話會議，在召開電話會議除了能聽到對方講話，還能看到對方的人。